# Amagermotorvejen
De Amagermotorvejen (Nederlands: Amagerautosnelweg) is een autosnelweg in Denemarken die ten zuiden van Kopenhagen de verbinding vormt tussen de Øresundsmotorvejen, richting Zweden, en het overige Deense snelwegennet. Daarnaast verbindt de Amagermotorvejen de eilanden Amager en Seeland met elkaar door middel van de Seelandbrug.
De Amagermotorvejen is administratief bekend onder het nummer M3. Onder hetzelfde nummer behoren ook de Øresundsmotorvejen en Motorring 3. Op de bewegwijzering verschijnt niet het administratieve nummer, maar het Europese: E20.

## Geschiedenis
Het eerste gedeelte van de Amagermotorvejen werd in 1983 geopend, in 1987 was de gehele Amagermotorvejen gereed, waarna een gedeelte van de snelweg in 1994 verbreed is van 2x2 naar 2x3 rijstroken. In 2000 is de Amagermotorvejen aangesloten op de Øresundsmotorvejen, daardoor is de Amagermotorvejen een belangrijke schakel geworden in het verkeer naar Zuidoost-Scandinavië.